# Charles Howard (11. książę Norfolk)
Charles Howard (ur. 15 marca 1746, zm. 16 grudnia 1815) – brytyjski arystokrata i polityk, syn Charlesa Howarda, 10. księcia Norfolk i Catherine Brockholes, córki Johna Brockholesa.
W 1780 r. wygrał wybory do Izby Gmin w okręgu Carlisle. W niższej izbie parlamentu zasiadał do 1786 r., kiedy po śmierci ojca został 11. księciem Norfolk i zasiadł w Izbie Lordów. Równocześnie został Lordem Marszałkiem Anglii. W latach 1782–1798 był Lordem Namiestnikiem West Riding of Yorkshire, zaś w latach 1807–1815 Lordem Namiestnikiem Sussex.
1 sierpnia 1767 r. poślubił Mary Coppinger (zm. 28 maja 1768), córkę Johna Coppingera. Pierwsza żona Howarda zmarła po roku małżeństwa przy porodzie.
6 kwietnia 1771 w Londynie, poślubił Frances Scudamore (10 lutego 1750 – 22 października 1822), córkę Charlesa FitzRoy-Scudamore’a i Frances Scudamore, córki 2. wicehrabiego Scudamore. Małżonkowie nie mieli razem dzieci, gdyż Frances niedługo po ślubie popadła w obłęd i pozostawała w odosobnieniu aż do swojej śmierci.
Norfolk szukał pocieszenia wśród swoich licznych kochanek. Wśród nich wyjątkowe miejsce zajmowała Mary Ann Gibbon (kuzynka słynnego historyka Edwarda Gibbona). Miał z nią kilkoro dzieci, między innymi oficerów British Army; Matthew Howard-Gibbonsa, Edwarda Howard-Gibbonsa i sir Williama Woodsa.
Powszechnie znany jako „pijany książę”, Norfolk był jednym z najbliższych przyjaciół księcia-regenta. Był powszechnie uważany za człowieka jowialnego i cokolwiek sprośnego. Krążyły o nim różne plotki, przykładowo taka, że jego słudzy kąpali go tylko wtedy, gdy był pijany, gdyż na trzeźwo nigdy by się nie dał wykąpać. Kiedy skarżył się pewnego razu, że bezskutecznie próbował wszelkich możliwych kuracji na reumatyzm, otrzymał odpowiedź: Milord może by spróbował założyć czystą koszulę. Książę sfinansował również przebudowę rodowej rezydencji Arundel Castle w latach 1787–1815, płacąc za to 600 000 funtów.
Książę Norfolk był członkiem Towarzystwa Steku i Wołowiny, powstałego w 1735 r. jako reakcja na wpływy kuchni francuskiej, popularnej w okresie georgiańskim. Norfolk był wielkim amatorem wołowiny i potrafił podczas jednego posiłku zjeść 4 pokaźne steki. Towarzystwo zbierało się o godzinie 17 od listopada do czerwca. Liczyło 24 członków (honorowym, 25 członkiem, był książę-regent).
Książę zmarł w 1815 r. nie pozostawiając po sobie legalnego potomstwa. Wszystkiego jego tytuły przejął jego kuzyn, Bernard.